# Xikers
Xikers (hangul: 싸이커스) é um grupo masculino sul-coreano formado pela KQ Entertainment.  O grupo consiste em dez membros: Minjae, Junmin, Sumin, Jinsik, Hyunwoo, Junghoon, Seeun, Yujun, Hunter e Yechan. O grupo estreou oficialmente no dia 30 de março de 2023 com o extended play (EP) House of Tricky: Doorbell Ringing.

## Nome
O nome do grupo, Xikers, é uma combinação da letra “x”, usada para representar coordenadas geográficas horizontais e da palavra inglesa “hikers”, que é traduzida para “andarilhos” em português. Portanto, de acordo com a agência, esta junção de termos significa “grupo de garotos que viajam através do espaço e do tempo em busca de coordenadas”.

## História

### Formação e estreia
No final de 2018, Yechan competiu no reality show Under Nineteen, sendo eliminado no episódio final.
Em agosto de 2022, a KQ Entertainment uma série de entrevistas com dez trainees em sua canal no YouTube, nos seguintes dias: Junmin e Minjae no dia 15 de agosto, Jinsuk e Sumin no dia 16, Hyunwoo e Junghoon no dia 17, Hunter e Seeun no dia 18 e, por fim, Yujun e Yechan no dia 19 de agosto. O grupo foi chamado de “KQ Fellaz 2” antes da estreia. No dia 20 de agosto, a KQ Entertainment lançou um vídeo com todos os dez membros realizando uma coreografia de "Iffy", música de Chris Brown. E no dia 23 de agosto, o grupo estreou sua websérie de pré-estreia Ready to One, que acompanha os membros enquanto eles treinam em Los Angeles.
No dia 17 de setembro de 2022, ao final do websérie Ready to One, KQ Fellaz 2 lançou o videoclipe de “Geek”, música escrita e produzida pelo integrante Minjae.

### 2023–presente: Nome do grupo revelado, estreia e álbunsHouse of Tricky
Em 24 de fevereiro de 2023, a KQ Entertainment revelou que o grupo anteriormente conhecido como KQ Fellaz 2 seria chamado de Xikers, e nesta mesma data as redes sociais do grupo foram criadas.
A KQ Entertainment, no começo de março, anunciou que o Xikers faria sua estreia no final de março. E no dia 30 de março ocorreu o lançamento do primeiro EP do grupo, House of Tricky: Doorbell Ringing, que possui as músicas “Tricky House” e “Rockstar” como faixas títulos. O EP alcançou a quarto colocação na parada semanal do do Circle Album Chart, vendendo 97 857 unidades. E em sua primeira semana o álbum vendeu mais de cem mil cópias, transformando o Xikers no quinto grupo masculino com maior número de vendas do seu álbum de estreia em sua primeira semana, ficando atrás apenas do X1, Wanna One, Enhypen e Treasure.
Em julho de 2023, a agência do grupo anuncio que um novo álbum estaria sendo lançado no começo de agosto. E no dia 2 de agosto, ocorreu o lançamento do segundo EP do grupo, House of Tricky: How to Play, que foi liderado por dois singles: “Do or Die” e “Homeboy”.
Em fevereiro de 2024, o grupo anunciou que o seu terceiro álbum seria lançado em março do mesmo ano. Posteriormente, a agência do grupo revelou que o nome do álbum seria House of Tricky: Trial and Error, e seu lançamento aconteceu no dia 8 de março.

## Integrantes
- Minjae (hangul: 민재), nascido Kim Min-Jae (hangul: 김민재) na Coreia do Sul em 10 de abril de 2003 (21 anos).[2]
- Junmin (hangul: 준민), nascido Park Jun-Min (hangul: 박준민) na Coreia do Sul em 24 de maio de 2003 (21 anos).[2]
- Sumin (hangul: 수민), nascido Choi Su-Min (hangul: 최수민) na Coreia do Sul em 7 de abril de 2004 (20 anos).[2]
- Jinsik (hangul: 진식), nascido Ham Jin-Sik (hangul: 함진식) na Coreia do Sul em 30 de julho de 2004 (20 anos).[2]
- Hyunwoo (hangul: 현우), nascido Choi Hyun-Woo (hangul: 최현우) na Coreia do Sul em 4 de dezembro de 2004 (20 anos).[2]
- Junghoon (hangul: 정훈), nascido Kim Jung-Hoon (hangul: 김정훈) na Coreia do Sul em 5 de julho de 2005 (19 anos).[2]
- Seeun (hangul: 세은), nascido Park Se-Eun (hangul: 박세은) na Coreia do Sul em 17 de agosto de 2005 (19 anos).[2]
- Yujun (hangul: 유준), nascido Jung Yu-Jun (hangul: 정유준) na Coreia do Sul em 5 de outubro de 2005 (19 anos).[2]
- Hunter (hangul: 헌터; em tailandês: ฮันเตอร์), nascido Papung-korn Lertkiatdamrong (em tailandês: ชปภังกร เลิศเกียรติดำรงค์) na Tailândia em 5 de outubro de 2005 (19 anos).[2][16]
- Yechan (hangul: 예찬), nascido Lee Ye-chan (hangul: 이예찬) na Coreia do Sul em 21 de outubro de 2005 (19 anos).[2]

## Discografia

### Extended plays
| Título                            | Detalhes | Maior posição nos charts | Maior posição nos charts | Maior posição nos charts | Maior posição nos charts | Maior posição nos charts | Vendas                |
| Título                            | Detalhes | KOR                      | JPN                      | JPN Hot                  | US                       | US World                 | Vendas                |
| --------------------------------- | --- | ------------------------ | ------------------------ | ------------------------ | ------------------------ | ------------------------ | --------------------- |
| House of Tricky: Doorbell Ringing | - Lançamento: 30 de março de 2023 - Gravadora(s): KQ Entertainment - Formato(s): CD, download digital, streaming Track listing 1. "The Tricky's Secret" 2. "Doorbell Ringing" 3. "Tricky House" 4. "Dynamic" 5. "Rockstar" 6. "Xikey" 7. "Oh My Gosh"                                     | 4                        | 6                        | 15                       | 75                       | 4                        | - : 155 928 - : 3 259 |
| House of Tricky: How to Play      | - Lançamento: 2 de agosto de 2023 - Gravadora(s): KQ Entertainment - Formato(s): CD, download digital, streaming Track listing 1. "Skater" 2. "Home Boy" 3. "Do or Die" 4. "Koong" 5. "Run" 6. "Sunny Side"                                                                               | 4                        | 14                       | 13                       | —                        | 9                        | - : 240 394 - : 8 058 |
| House of Tricky: Trial and Error  | - Lançamento: 8 de março de 2024 - Gravadora(s): KQ Entertainment - Formato(s): CD, download digital, streaming Track listing 1. "Trial And Error (Whereabouts)" 2. "We Don't Stop" 3. "Red Sun" 4. "Supercalifragilistic" 5. "Every Flavor Jelly (온갖 맛이 나는 젤리)" 6. "Break A Leg" | 2                        | 14                       | 17                       | 73                       | 1                        | - : 229 629           |

### Singles
| Título        | Ano  | Maior posição nos charts | Álbum                             |
| Título        | Ano  | KOR                      | Álbum                             |
| ------------- | ---- | ------------------------ | --------------------------------- |
| Tricky House  | 2023 | 113                      | House of Tricky: Doorbell Ringing |
| Rockstar      | 2023 | 158                      | House of Tricky: Doorbell Ringing |
| Do or Die     | 2023 | 121                      | House of Tricky: How to Play      |
| Home Boy      | 2023 | 138                      | House of Tricky: How to Play      |
| We Don't Stop | 2024 | 92                       | House of Tricky: Trial and Error  |

### Outras músicas nos charts
| Título               | Ano  | Maior posição nos charts | Álbum                             |
| Título               | Ano  | KOR                      | Álbum                             |
| -------------------- | ---- | ------------------------ | --------------------------------- |
| Xikey                | 2023 | 184                      | House of Tricky: Doorbell Ringing |
| Doorbell Ringing     | 2023 | 185                      | House of Tricky: Doorbell Ringing |
| Oh My Gosh           | 2023 | 187                      | House of Tricky: Doorbell Ringing |
| Dynamic              | 2023 | 188                      | House of Tricky: Doorbell Ringing |
| The Tricky's Secret  | 2023 | 192                      | House of Tricky: Doorbell Ringing |
| Skater               | 2023 | 142                      | House of Tricky: How to Play      |
| Sunny Side           | 2023 | 145                      | House of Tricky: How to Play      |
| Run                  | 2023 | 146                      | House of Tricky: How to Play      |
| Koong                | 2023 | 148                      | House of Tricky: How to Play      |
| Red Sun              | 2024 | 126                      | House of Tricky: Trial and Error  |
| Break A Leg          | 2024 | 130                      | House of Tricky: Trial and Error  |
| Supercalifragilistic | 2024 | 131                      | House of Tricky: Trial and Error  |
| Every Flavor Jelly   | 2024 | 133                      | House of Tricky: Trial and Error  |
| Trial and Error      | 2024 | 134                      | House of Tricky: Trial and Error  |

## Prêmios e indicações
| Premiação                   | Ano  | Categoria                     | Destinatário                 | Resultado | Ref.   |
| --------------------------- | ---- | ----------------------------- | ---------------------------- | --------- | ------ |
| K Global Heart Dream Awards | 2023 | K Global Super Rookie Award   | Xikers                       | Venceu    | [ 29 ] |
| MAMA Awards                 | 2023 | Artist of the Year            | Xikers                       | Pendente  | [ 30 ] |
| MAMA Awards                 | 2023 | Best New Male Artist          | Xikers                       | Pendente  | [ 30 ] |
| MAMA Awards                 | 2023 | Worldwide Fans' Choice Top 10 | Xikers                       | Pendente  | [ 30 ] |
| MAMA Awards                 | 2023 | Album of the Year             | House of Tricky: How to Play | Pendente  | [ 30 ] |